# Livingston (Louisiana)
Livingston è un comune degli Stati Uniti d'America, situato nello Stato della Louisiana, in particolare nella parrocchia di Livingston, della quale è il capoluogo.